# Willy Mißmahl
Willy Mißmahl (* 11. Oktober 1885 in Riedlingen; † 19. Mai 1964 in Tübingen) war ein deutscher Chirurg und Klinikleiter. 

## Leben
Mißmahl legte 1904 in Ulm das Abitur ab und studierte in Tübingen, Würzburg und München Medizin. In Tübingen renoncierte er bei der Landsmannschaft Schottland, der Korporation seines Vaters. Die Landsmannschaft Teutonia Würzburg verlieh ihm später die Ehrenmitgliedschaft. Nachdem er 1909 das Medizinische Staatsexamen ablegte, wurde er 1912 in München mit einer Schrift Über Behandlung und Resultate der Spina bifida zum Dr. med. promoviert. 
1914 war er als Oberarzt der Reserve für das Infanterie-Regiment Nr. 124 eingesetzt. Ab Mai 1915 war er als Oberarzt am Reservelazarett des Katharinenhospitals Stuttgart aktiv. Nach der Tätigkeit in einer eigenen Praxis, wurde Mißmahl 1921 Chefarzt des Krankenhauses in Riedlingen. 
Im Zweiten Weltkrieg diente Mißmahl als Oberfeldarzt sowie als Chefarzt verschiedener Reservelazarette. Ab 1945 oblag ihm schließlich die Leitung des Riedlinger Krankenhauses, bis er 1954 altershalber als Chefarzt ausschied. 1949 war er Vizepräsident der Württembergischen Ärztekammer.

## Familie
Mißmahl war der Sohn des Arztes Wilhelm Mißmahl. Seit 1912 war er mit der Zahnärztin Maria Wild verheiratet. Ihr Sohn war der Internist Hans-Peter Mißmahl. Die Familie ist Namensgeber eines Naherholungsgebietes. Diese parkähnlichen Flächen, die sogenannten Mißmahl’schen Anlagen waren früher in deren Eigentum. Sie sind die größten, zusammenhängenden der letzten Donau-Auwälder in Baden-Württemberg. Das Terrain wurde sukzessive von der Stadt Riedlingen erworben, um daraus ein Naherholungsgebiet zu schaffen.

## Auszeichnungen
- 1915 Ritterkreuz des Friedrichs-Orden mit Schwertern
- 1955 Verdienstkreuz I. Klasse des Verdienstordens der Bundesrepublik Deutschland